# بينايكارلو
بني جَزْلُوم (بالإسبانية: Benicarló)‏، هي إحدى بلديات مقاطعة كاستيلون التي تقع في منطقة بلنسية، في شرق إسبانيا.
يبلغ عدد سكانها 24.427 نسمة وفقاً لإحصائية سنة (2006).

## أعلام
- فيرناندو فيسنتي
- مانويل ألفار